# Драгунов ПП-71
Пистолет-пулёмет образца 1971 года — советский экспериментальный пистолет-пулемёт, разработанный в 1970-х годах Е. Ф. Драгуновым.

## История
Пистолет-пулемет разрабатывался в начале 1970-х годов в рамках конкурса «Букет». В отличие от других образцов (ТКБ-0102 и ТКБ-0104), образец Драгунова обладал приемником магазина в пистолетной рукоятке оружия (по типу «Узи»). Но все образцы, включая ПП-71, не смогли достичь нужных характеристик, и тема «Букет» была закрыта.
Однако в 1990-х годах МВД России запросило оружие с похожими характеристиками, и ПП-71 после переделки его в стандартную компоновку встал на вооружение под обозначением ПП-91 «Кедр».

## Конструкция
Мало чем отличается от дальнейшей версии ПП-91. Но, в отличие от «Кедра», магазин оружия находился в пистолетной рукоятке, а также на более длинном стволе располагалось цевьё.